# Cleome inermis
Cleome inermis là một loài thực vật có hoa trong họ Màng màng. Loài này được Malme mô tả khoa học đầu tiên năm 1928.